# Claudio Merulo
Claudio Merulo (Merlotti, Merulus, connu également sous le nom de Claudio da Correggio)  (né le 8 avril 1533 à Correggio et mort à Parme le 4 mai 1604) est un organiste et compositeur italien de la Renaissance.

## Biographie
Il étudie la composition à Correggio auprès de Tuttovale Menon (en), un madrigaliste au service de la cour de Ferrare. Mais il avait tout d'abord pris des leçons en tant qu'enfant dans un chœur d'église (la maîtrise liée au chœur professionnel du sanctuaire), puis auprès de Girolamo Donato, organiste. Il se rend ensuite à Venise pour parfaire son savoir avec l'organiste, maître de chapelle, compositeur et théoricien Gioseffo Zarlino à la basilique Saint-Marc. Il y rencontra Costanzo Porta, avec qui il développe une amitié qui devait durer toute sa vie. 
Le 21 octobre 1556, il est nommé organiste au Duomo Vecchio de Brescia (la cathédrale de la vieille ville de Brescia). Dans ses fonctions, sa virtuosité impressionne au point qu'il est peu après choisi parmi plusieurs candidats, dont Andrea Gabrieli, pour devenir l'organiste de Saint-Marc de Venise, un poste de musicien parmi les plus prestigieux d'Italie, même si, à Saint-Marc, deux orgues et deux organistes distincts étaient nommés, et qu'en 1557, Merulo avait la charge du second, plus petit, alors que le premier organiste était Annibale Padovano. Ce n'est qu'à la mort de ce dernier, en 1566, que Merulo sera affecté au premier orgue, le second étant alors accordé à Andrea Gabrieli.
Également compositeur, il écrit la musique des célébrations entourant la visite d'Henri III, roi de France, en 1574, puis nommé ambassadeur de la République vénitienne au mariage de François Ier de Médicis et Bianca Cappello en 1579.
En 1584, il quitte soudain Venise et abandonne son poste. Les raisons de ce départ restent inexpliquées. À Venise, il était bien payé et sa réputation, excellente, lui valait une appréciable notoriété. Cependant, en décembre 1584, il est au service du duc Alexandre Farnèse et son nom figure dans le registre de paie de la cour de Parme.
Nommé organiste de la cathédrale de Parme en 1587, il occupe également le même poste, à partir de 1591, à la basilique Santa Maria della Steccata. À cette dernière fonction, les corrections et améliorations qu'il demande d'apporter à l'instrument permettent de déduire que Merulo a utilisé l'orgue de Steccata pour mettre à l'épreuve de nouvelles compositions dans le style vénitien qui nécessitait des moyens semblables à ceux dont il disposait à Venise.
Il réside à Parme jusqu'à sa mort, bien qu'il ait séjourné à plusieurs reprises à Venise ou à Rome, notamment pour publier ses compositions.
À sa mort, il est inhumé dans la cathédrale de Parme près du tombeau de Cipriano de Rore.
Célèbre pour sa musique de clavier, Merulo a composé des toccatas dans un style novateur. Il y accentue notamment les contrastes en insérant des ricercares au beau milieu de passages contrapuntiques propres à la toccata. Souvent, ses compositions pour clavier commencent comme si elles étaient des transcriptions de la polyphonie vocale, mais il leur ajoute progressivement des ornements et des développements jusqu'à ce qu'elles atteignent un point culminant d'une spectaculaire virtuosité. Il anticipe ainsi sur des techniques d'écriture qui seront largement en usage pendant l'époque baroque. Il n'est pas rare aussi qu'il ignore délibérément certaines règles ou habitudes dans la conduite des voix pour donner une meilleure expressivité à sa musique dans un art qui rappelle plus celui des madrigalistes vénitiens que des compositeurs de musique d'orgue. Pour toutes ces raisons, ses œuvres ont eu une grande influence sur les générations ultérieures, comme chez Sweelinck ou Frescobaldi.
La renommée de sa musique instrumentale éclipse encore aujourd'hui ses œuvres vocales. Il a pourtant publié deux livres de madrigaux à 5 voix (1566 et 1604), un à 4 voix (1579) et un à 3 voix (1580), ainsi que plusieurs motets à double chœur à la manière d'Andrea et Giovanni Gabrieli.

## Œuvres

### Musique vocale
- Madrigali a 5 - Libro I (1566)
- Madrigali a 4 (1579)
- Madrigali a 3 (1580)
- Madrigali a 5 - Libro II (1604)

### Messes
- Messe a 5 (1573)
- Messe a 8 e 12 (1609)

### Motets et autres compositions sacrées
- Sacrae Cantiones, Libro I (1578)
- Sacrae Cantiones, Libro II (1578)
- Mottetti a 5, Libro I (1578)
- Mottetti a 5, Libro II (1578)
- Mottetti a 6, Libro I (1583), Libro II (1593) Libro III (1605), publication posthume
- Mottetti a 4 (1584)
- Mottetti a 6 e a 7, Libro I (1583), Libro II (1593)
- Sacri Concentus (1594)
- Mottetti a 6, Libro  III (1605), publication posthume

### Composition pour orgue et pour clavier
- Ricercari d'intavolatura d'organo (1567)
- Messe d'intavolatura d'organo (1568)
- Ricercari da cantare, Libro I (1574), Libro II (1607), posthume, Libro III (1608), posthume
- Canzoni d'intavolatura d'organo alla francese, Libro I (1592), Libro II (1606), posthume, et Libro III (1611), posthume
- Toccate d'intavolatura d'organo, Libro I (Rome, Simone Verovio 1598) et Libro II (Simone Verovio, 1604)

## Sources
- (it) Adelmo Damerini, « Merulo, Claudio », dans Enciclopedia Treccani, Enciclopedia Italiana, Rome, Istituto dell'Enciclopedia Italiana, 1934 (lire en ligne)
- Gustave Reese, Music in the Renaissance, New York, W.W. Norton & Co., 1954.   (ISBN 0-393-09530-4)
- Eleanor Selfridge-Field, Venetian Instrumental Music, from Gabrieli to Vivaldi, New York, Dover Publications, 1994.   (ISBN 0-486-28151-5)
- (en) Rebecca Edwards, « Merulo, Claudio », dans Stanley Sadie (éd.), The New Grove Dictionary of Music and Musicians, Londres, Macmillan, 2001, 2e éd., 25 000 p., 29 volumes (ISBN 9780195170672, lire en ligne)
- Giuseppe Martini, Claudio Merulo, Parme, Ordine Costantiniano di S. Giorgio, 2005 (512 p., avec ill.)  (ISBN 88-901673-8-6)